# Договор от Гуадалупе Идалго
Договорът от Гуадалупе Идалго (на английски: Treaty of Guadalupe Hidalgo; на испански: Tratado de Guadalupe Hidalgo) е мирен договор между Мексико и САЩ, подписан на 2 февруари 1848 г. в мексиканския град Гуадалупе Идалго, откъдето носи името си. С него се слага край на Мексиканско-американската война от 1846 – 1848 година след пълното поражение на мексиканската армия и превземането на мексиканската столица от американците.
С договора Мексико признава граница между двете страни по река Рио Гранде, както и т.нар. мексиканска цесия – присъединяването към Съединените щати на Калифорния, значителна част от Ню Мексико, Аризона, Невада и Юта и части от Уайоминг и Колорадо. Мексиканците в тези територии получават възможност да се изселят в Мексико, но над 90% предпочитат да останат и да получат американско гражданство. Американското правителство изплаща 15 милиона долара на Мексико, както и претенциите на американски граждани към мексиканските власти на стойност 3,25 милиона долара.